# Hàng tồn kho do nhà cung cấp quản lý
Hàng tồn kho do nhà cung cấp quản lý (VMI) là một lý thuyết dựa trên cảm hứng từ sự tích hợp trong quản lý chuỗi cung ứng liên quan đến động lực hệ thống. Trong những năm gần đây, các quan hệ đối tác khác nhau như phương pháp kiểm kê hàng tồn kho do nhà cung cấp quản lý (VMI) đã được sử dụng trong quản lý hàng tồn kho để đối phó với hiệu ứng bullwhip như .
Trong quản lý hàng tồn kho truyền thống, nhà bán lẻ (đôi khi được gọi là người mua) tự đưa ra quyết định về quy mô đặt hàng trong khi ở VMI, nhà bán lẻ chia sẻ dữ liệu hàng tồn kho của mình với nhà cung cấp (đôi khi được gọi là nhà cung cấp) để nhà cung cấp là người ra quyết định xác định kích thước đặt hàng cho cả hai. Do đó, nhà cung cấp chịu trách nhiệm về chi phí đặt hàng của nhà bán lẻ, trong khi nhà bán lẻ phải trả chi phí nắm giữ của mình. Chính sách này có thể ngăn chặn hàng tồn kho không mong muốn và do đó có thể dẫn đến giảm chi phí tổng thể. Ngoài ra, hiệu ứng bullwhip cũng giảm đi khi sử dụng phương pháp VMI trong hợp tác nhà cung cấp của người mua . Vì tần số bổ sung đóng vai trò quan trọng trong các mô hình hàng tồn kho tích hợp để giảm tổng chi phí của chuỗi cung ứng mà nhiều nghiên cứu không thể mô hình hóa nó trong các vấn đề toán học . VMI là một nhóm các mô hình kinh doanh trong đó người mua sản phẩm cung cấp thông tin nhất định cho nhà cung cấp (nhà cung cấp) sản phẩm đó và nhà cung cấp chịu trách nhiệm hoàn toàn về việc duy trì hàng tồn kho của vật liệu, thường là tại địa điểm tiêu thụ của người mua (thường là cửa hàng). Một nhà cung cấp dịch vụ hậu cần của bên thứ ba cũng có thể được tham gia để đảm bảo rằng người mua có mức tồn kho cần thiết bằng cách điều chỉnh khoảng cách cung và cầu.
Là mối quan hệ cộng sinh, VMI làm cho ít có khả năng một doanh nghiệp vô tình trở thành hết hàng và giảm hàng tồn kho trong chuỗi cung ứng. Hơn nữa, đại diện nhà cung cấp (nhà cung cấp) trong cửa hàng có lợi cho nhà cung cấp bằng cách đảm bảo sản phẩm được hiển thị đúng và nhân viên cửa hàng quen thuộc với các tính năng của dòng sản phẩm, tất cả những điều này trong khi giúp làm sạch và sắp xếp các dòng sản phẩm của họ cho cửa hàng. VMI cũng có thể làm giảm cường độ của hiệu ứng bullwhip.
Một trong những chìa khóa để làm cho VMI hoạt động là chia sẻ rủi ro. Trong một số trường hợp, nếu hàng tồn kho không bán, nhà cung cấp (nhà cung cấp) sẽ mua lại sản phẩm từ người mua (nhà bán lẻ). Trong các trường hợp khác, sản phẩm có thể thuộc sở hữu của nhà bán lẻ nhưng không thuộc sở hữu của nhà bán lẻ cho đến khi việc bán hàng diễn ra, có nghĩa là nhà bán lẻ chỉ cần bán (và hỗ trợ bán) sản phẩm để đổi lấy hoa hồng được xác định trước hoặc lợi nhuận (đôi khi được gọi là cổ phiếu ký gửi). Một hình thức đặc biệt của kinh doanh hoa hồng này là giao dịch dựa trên quét, trong đó VMI thường được áp dụng nhưng việc sử dụng nó không bắt buộc.
Đây là một trong những mô hình kinh doanh thành công được Walmart và nhiều nhà bán lẻ hộp lớn khác sử dụng. Các công ty dầu mỏ thường sử dụng công nghệ để quản lý lượng xăng tồn kho tại các trạm dịch vụ mà họ cung cấp (xem Petrolsoft Corporation). Home Depot sử dụng kỹ thuật với các nhà cung cấp lớn hơn của hàng hóa sản xuất. VMI giúp thúc đẩy sự hiểu biết kỹ hơn giữa nhà cung cấp và nhà sản xuất bằng cách sử dụng các định dạng trao đổi dữ liệu điện tử, phần mềm EDI và phương pháp thống kê để dự báo và duy trì hàng tồn kho chính xác trong chuỗi cung ứng.
Các nhà cung cấp được hưởng lợi từ việc kiểm soát nhiều hơn màn hình và tiếp xúc với khách hàng nhiều hơn cho nhân viên của họ; các nhà bán lẻ được hưởng lợi từ giảm rủi ro, kiến thức nhân viên cửa hàng tốt hơn (xây dựng lòng trung thành thương hiệu cho cả nhà cung cấp và nhà bán lẻ) và giảm chi phí bảo trì hiển thị.
Người tiêu dùng được hưởng lợi từ các nhân viên cửa hàng am hiểu, những người thường xuyên liên lạc và quen thuộc với đại diện của nhà sản xuất (nhà cung cấp) khi các bộ phận hoặc dịch vụ được yêu cầu. Nhân viên cửa hàng có kiến thức tốt về hầu hết các dòng sản phẩm được cung cấp bởi toàn bộ các nhà cung cấp. Họ có thể giúp người tiêu dùng lựa chọn các sản phẩm cạnh tranh cho các mặt hàng phù hợp nhất với họ và cung cấp dịch vụ hỗ trợ được cung cấp bởi cửa hàng.
Ở cấp độ sản xuất của hàng hóa, VMI giúp ngăn ngừa tràn kho hoặc thiếu hụt, cũng như tốn kém nhân công, mua hàng và kế toán. Với VMI, các doanh nghiệp duy trì một khoảng không quảng cáo phù hợp và hàng tồn kho được tối ưu hóa dẫn đến dễ dàng truy cập và xử lý nhanh chóng với chi phí lao động giảm.

## Các lớp học trong kho hàng do nhà cung cấp quản lý
1- Các mô hình toán học VMI hai cấp
Lớp đầu tiên của VMI, mô hình toán học VMI hai cấp độ, bao gồm hai cấp độ (hoặc tiếng vang) trong chuỗi cung ứng: nhà cung cấp và nhà bán lẻ. Có ba loại VMI mô hình toán học phát triển từ lớp này, đó là đơn -vendor đơn -retailer VMI mô hình , đơn -vendor đa -retailer VMI mô hình , và đa -vendor đa -retailer VMI mô hình . Lớp học này đã được phát triển đáng kể. Ví dụ, mô hình VMI một nhà bán lẻ đơn nhà cung cấp đã được mở rộng cho trường hợp đa sản phẩm , cổ phiếu ký gửi (CS)  và giảm giá .
2- Các mô hình toán học VMI đa cấp
Lớp thứ hai là mô hình toán học VMI đa cấp, chẳng hạn như mô hình VMI nhà bán lẻ đa nhà cung cấp (SM-SV-MR) của nhà sản xuất duy nhất . Những nghiên cứu không mô hình tần số bổ sung không thể phân loại ở đây. Vì tần số bổ sung đóng vai trò quan trọng trong các mô hình hàng tồn kho tích hợp để giảm tổng chi phí của chuỗi cung ứng mà nhiều nghiên cứu không thể mô hình hóa nó trong các vấn đề toán học.